# 朱沖
朱沖，字巨容，西晉南安郡人，生卒年不詳。

## 生平
朱沖少有至行，為人閑靜寡欲，愛好學問而家境清貧，以耕田種植為業。
有一次朱沖鄰居的牛走失，鄰人誤認朱沖的牛犢為自己的小牛而牽走，之後鄰居在樹林中找到了自己的牛，為此羞慚難當，趕忙把朱沖的小牛送還回來，但朱沖沒有接受小牛，反將牛犢送給了鄰居。又曾有牛隻破壞朱沖的莊稼作物，但朱沖卻屢次拿草料餵養牛隻，從無怨恨不滿的神色，牛的主人深感慚愧，故而嚴加看管牛隻，不再放縱自己的牛侵踏他人的田地。
咸寧四年（278年），他被朝廷徵召為博士，但朱沖稱病不赴任，之後晉武帝又頒詔書，再次延攬朱沖，詔曰：「東宮官屬亦宜得履蹈至行、敦悅典籍者，其以沖為太子右庶子。」朱沖每當聽聞有徵召他的詔書到達，便逃入深山不肯赴召，當時的人們認為他屬於梁鴻，管寧之流的人物。
朱沖居地近夷俗，當地的羌戎對待朱沖像君王一般尊敬，朱沖亦以禮讓為訓，德化鄉里，使當地路不拾遺，村無惡人，後朱沖卒以壽終。

## 延伸阅读
[在维基数据编辑]
 《晉書·卷094》，出自房玄齡《晉書》